# Per-Erik Hedlund
Per-Erik Hedlund (ur. 18 kwietnia 1897 w Särnaheden, zm. 12 lutego 1975 w Särna) – szwedzki biegacz narciarski, złoty medalista olimpijski oraz złoty medalista mistrzostw świata.

## Kariera
Jego olimpijskim debiutem były igrzyska w Chamonix w 1924 roku. W biegu na 18 km zajął tam szóste miejsce, a biegu na dystansie 50 km techniką klasyczną nie ukończył.

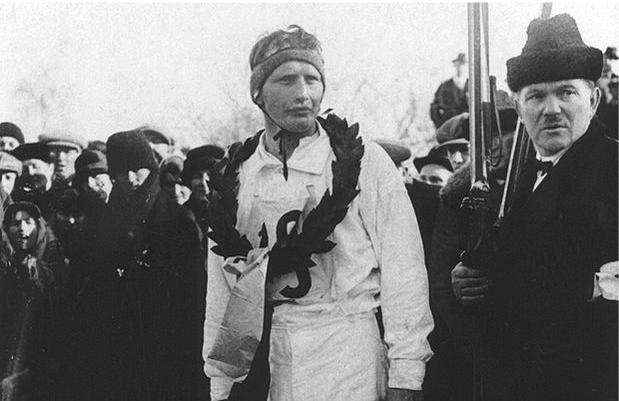
Per-Erik Hedlund, St. Moritz 1928

Cztery lata później, podczas igrzysk olimpijskich w Sankt Moritz zaprezentował się znacznie lepiej zdobywając złoty medal w biegu na 50 km stylem klasycznym. W biegu tym wyprzedził drugiego na mecie Gustafa Jonssona, także reprezentanta Szwecji, o 13 minut i 27 sekund co do dzisiaj pozostaje największą różnicą między pierwszym a drugim zawodnikiem w olimpijskiej historii biegów narciarskich. W biegu na 18 km ponownie zajął szóste miejsce.
W 1933 roku wystartował na mistrzostwach świata w Innsbrucku. Wspólnie ze Svenem Utterströmem, Nilsem-Joelem Englundem i Hjalmarem Bergströmem wywalczył złoty medal w sztafecie 4x10 km. Był to debiut tej konkurencji na mistrzostwach świata, więc Szwedzi zostali pierwszymi mistrzami świata w historii. Na tych samych mistrzostwach Hedlund zajął szóste miejsce w biegu na 50 km stylem klasycznym.
Dwukrotnie, w 1926 i 1928 roku, zwyciężał w Biegu Wazów – najstarszym i największym maratonie narciarskim. Za swoje sukcesy został uhonorowany nagrodą Svenska Dagbladets guldmedalj.

## Osiągnięcia

### Igrzyska olimpijskie
| Miejsce | Dzień       | Rok  | Miejscowość  | Konkurencja             | Wynik     | Strata  | Zwycięzca            |
| ------- | ----------- | ---- | ------------ | ----------------------- | --------- | ------- | -------------------- |
| DNF     | 30 stycznia | 1924 | Chamonix     | 50 km stylem klasycznym | 3:44:32   | -       | Thorleif Haug        |
| 6.      | 2 lutego    | 1924 | Chamonix     | 18 km stylem klasycznym | 1:14:31:4 | +3:17:6 | Thorleif Haug        |
| 1.      | 14 lutego   | 1928 | Sankt Moritz | 50 km stylem klasycznym | 4:52:03   | -       | -                    |
| 6.      | 17 lutego   | 1928 | Sankt Moritz | 18 km stylem klasycznym | 1:37:01   | +4:50   | Johan Grøttumsbråten |

### Mistrzostwa świata
| Miejsce | Dzień     | Rok  | Miejscowość | Konkurencja             | Czas biegu | Strata | Zwycięzca        |
| ------- | --------- | ---- | ----------- | ----------------------- | ---------- | ------ | ---------------- |
| 24.     | 28 lutego | 1930 | Oslo        | 17 km stylem klasycznym | 1:19:58    | +6:35  | Arne Rustadstuen |
| 11.     | 1 marca   | 1930 | Oslo        | 50 km stylem klasycznym | 3:53:14    | +17:25 | Sven Utterström  |
| 6.      | 12 lutego | 1933 | Innsbruck   | 50 km stylem klasycznym | 4:13:49    | +14:20 | Veli Saarinen    |
| 1.      | 12 lutego | 1933 | Innsbruck   | Sztafeta 4x10 km        | 2:49:00    | -      | -                |